# Francisco (альбом)
Francisco — студийный альбом бразильского автора-исполнителя Шику Буарки, выпущенный в 1987 году на лейбле RCA Victor. Альбом был спродюсирован Омеру Феррейрой. Для релиза было подготовлено четыре варианта обложки.

## Отзывы и признание
| Оценки критиков                   | Оценки критиков |
| Источник                          | Оценка          |
| --------------------------------- | --------------- |
| AllMusic                          | [ 1 ]           |
| The Encyclopedia of Popular Music | [ 2 ]           |

Дэвид Румплер из AllMusic написал: «Francisco — одно из наименее авантюрных творений Шику Буарки. Только в отдельных местах (например, в „Cantando no Toró“) он добавляет неожиданные повороты, которые поднимают его музыку до уровня литературных текстов, заставляющих задуматься».

## Список композиций
Слова и музыка всех песен Шику Буарки, за исключением отмеченных.
1. «O Velho Francisco» — 2:55
2. «As Minhas Meninas» — 3:19
3. «Uma Menina» — 3:12
4. «Estação Derradeira» — 2:35
5. «Bancarrota Blues» (Шику Буарки, Эду Лобу) — 3:58
6. «Ludo Real» (Шику Буарки, Винисиус Кантуария) — 3:34
7. «Todo O Sentimento» (Шику Буарки, Кристован Бастош) — 3:45
8. «Lola» — 2:47
9. «Cadê Você (Leila XIV)» (Шику Буарки, Жуан Донату) — 2:50
10. «Cantando No Toró» — 2:45